# Rolsøgaard
Rolsøgaard eller Rolsegaard er en herregård på Mols, beliggende på det nordlige næs, der adskiller Knebel Vig fra Kaløvig. Den ligger sydvest for Vrinners og nordvest for Knebel i Rolsø Sogn, Syddjurs Kommune.
Gårdens historie går tilbage til 1328 hvor Jens Hviding ejede gården, der tidligere lå i den nu forsvundne landsby Rolse, der blev nedlagt i slutningen af 1600-tallet. 
Hovedbygningen var et trefløjet bindingsværksanlæg opført ca. 1695, men den nuværende hovedfløj er opført i røde sten, af Christian Ludvig Hansen i 1880. Sidefløjene i bindingsværk stammer fra Hans Jacobsens byggeri omkring 1695 og er ikke blevet ændret væsentligt ved de senere ombygninger, men blev gennemgribende renoveret i 1955-65. Avlsbygningerne brændte i 1922, og de nuværende avlsbygninger blev opført i 1925.
En lille sø vest for hovedbygningen udgør resterne af det oprindelige Rolsøgaards voldgrave. Gården havde i 2011 et areal på 122 hektar hvoraf de 105 ha var landbrug.
Ca. 300 meter nord for Rolsøgaard findes Rolsø Kapel.

## Ejere
- (1328) Jens Hviding
- (1448) Morten Nielsen
- (1511) Gunde Nielsen
- (1561- ) Jørgen Gundesen
- ( - ) Mikkel Nielsen Hvas
- (1576-1606) Erik Krag
- (1606-1606) Jørgen Krag
- (1606- ) Hans Skade
- (1655-1662) Vogn Hvas
- ( -1669) Kirsten Skade, gift Hvas
- (1669-1687) Jesper Vognsen
- (1687-1689) Jens Vognsen
- (1689-1691) Otto Andreas von Lindenquist
- (1691- ) Bodil Pedersdatter, gift 1) Nielsen, 2) Jacobsen
- (1693-1706) Hans Jacobsen
- (1706-1745) Joachim Gersdorff
- (1745-1757) Christian Gersdorff
- (1757-1760) Boet efter Gersdorff
- (1760-1768) Joachim Gersdorff
- (1768-1789) Thorn Thornson
- (1789-1790) Boet efter Thornson
- (1790-1807) Iver Hansen
- (1807-1811) Erik Christian Müller
- (1811-1816) Lorents Petersen
- (1816-1830) Niels Poulsen
- (1830-1832) Dorte Dinesdatter, gift Poulsen
- (1832-1844) Jens Risager Poulsen
- (1832-1878) Poul Risager Poulsen
- (1878-1906) Christian Ludvig Hansen
- (1906-1926) Poul Hansen
- (1926- ) J. Petersen
- ( -1944) Anton Ovesen
- (1944-1946) Enkefru Ovesen
- (1946- ) J. Sørensen
- (1993- ) Niels-Ole Jensen

## Eksterne kilder og henvisninger
- Rolse Sogn i J.P. Trap: Kongeriget Danmark, udarbejdet af H. Weitemeyer (3. udgave, 4. bind 1901)
- Rolsøgaard Arkiveret 11. august 2016 hos  Wayback Machine på danskeherregaarde.dk

56°13′51.35″N 10°27′27.71″Ø / 56.2309306°N 10.4576972°Ø